# Albert Ier de Brunswick
Pour les articles homonymes, voir Albert Ier.
Albert Ier dit « le Grand » (en allemand : Albrecht der Große), né en 1236 et mort le 15 août 1279, est un prince de la dynastie des Welf, fils du duc Othon Ier. Il fut, conjointement avec son frère cadet Jean, le second duc de Brunswick et Lunebourg de 1252 puis, à la partition du duché en 1269, le premier prince de Brunswick-Wolfenbüttel jusqu'à sa mort.

## Biographie
Albert est le deuxième fils d'Othon Ier, le premier duc de Brunswick-Lunebourg, et de son épouse Mathilde (morte en 1261), fille du margrave Albert II de Brandebourg. En 1235, son père, un petit-fils de Henri le Lion, avait reçu le duché en fief des mains de l'empereur Frédéric II.
À la mort de son père en 1252, Albert lui succède. Pendant le Grand Interrègne, il soutient les candidatures de Guillaume de Hollande et d'Alphonse de Castille lors de l'élection du roi des Romains. Vers 1261, Albert est venu aider la régente Marguerite Sambiria en Danemark. Ses interventions dans la guerre de Succession de Thuringe en faveur de sa belle-mère Sophie se soldent par un échec en 1263 et des pertes de territoire sur la Werra.
Au fil des années, Albert n'était pas en mesure de repousser les prétentions de son frère cadet Jean. En 1267, les deux décident de se partager le patrimoine de la maison de Brunswick, guidés par leur oncle maternel Othon III de Brandebourg. L'accord est entré en vigueur deux ans après : Albert reçoit les domains du Sud s'étendant des rives de la Leine sur Göttingen, Einbeck et Wolfenbüttel jusqu'à Helmstedt et au massif du Harz ; la ville de Brunswick est restée en propriété commune. Il devient le premier prince de Brunswick-Wolfenbüttel, tout en conservant le titre de duc de Brunswick-Lunebourg. Dans ses dernières années, il compte parmi les partisans de Rodolphe de Habsbourg élu roi des Romains en 1273.
Albert meurt en 1279 et fut enterré à l'église Saint-Blaise de Brunswick. Ses trois fils, Henri, Albert et Guillaume, lui succèdent tout d'abord conjointement, puis se partagent à leur tour ses terres en 1291. La branche aînée de la maison de Brunswick, descendants d'Albert Ier, s'éteint à la mort de Frédéric-Ulrich de Brunswick-Wolfenbüttel en 1634.

## Descendance
En 1254, Albert Ier épouse Élisabeth (1243-1261), fille du duc Henri II de Brabant et de son épouse Sophie de Thuringe. Ils n'ont pas d'enfant.
En 1263, Albert se remarie avec Alessine (morte en 1285), fille du marquis Boniface II de Montferrat et Marguerite de Savoie. Sept enfants sont nés de cette union :
- Henri Ier (1267-1322), prince de Grubenhagen ;
- Albert II (1268-1318), prince de Göttingen ;
- Guillaume Ier (1270-1292), prince de Brunswick ;
- Othon (1271-1345/47), dernier commandeur templier de Süpplingenburg[1] ;
- Luther (1275-1335), grand maître de l'ordre Teutonique ;
- Mathilde (1276-1318), épouse vers 1290 Henri III de Głogów ;
- Conrad (mort vers 1303).